# KOSHIGAYA GOLF CLUB
KOSHIGAYA GOLF CLUBは、埼玉県吉川市に所在するゴルフコースを中心にランニングステーションなどを利用できるアウトドアスポーツパークである。施設全般をPGMホールディングスが運営する。

## 沿革
本コースであるが、元々は東京放送（TBS）が設立した子会社のTBSゴルフが1965年（昭和40年）に江戸川河川敷に造成し、『TBS越谷ゴルフ倶楽部』として開場したものである。
河川敷のセミパブリックゴルフコースとして当時の金額で個人正会員30万円、法人（2名以上記名式）60万円と高価格で会員権を募集し、1973年（昭和48年）時点で450名の会員が登録されたという。
1969年当時、誕生してまだ間もなかった日本の女子プロゴルフを後援するべく、東京放送代表取締役社長（当時）の今道潤三が「女子プロゴルフの大会を作る」と宣言し、紆余曲折の末に『TBS女子オープンゴルフ競技』として第1回大会をこのTBS越谷ゴルフ倶楽部での開催に漕ぎ着けた。『TBS女子オープンゴルフ競技』は1969年の第1回から1971年の第3回までこのコースを舞台に開催され、不滅の女王・樋口久子が3連覇してその実力を見せつけると共に日本女子プロゴルフの基礎を作り上げる大会となった。そして1972年より大会は日本ゴルフ協会へ主催者を移管して現在も開催されたる『日本女子オープンゴルフ選手権競技』となったのである。
そして1979年（昭和54年）にTBSゴルフは大洋緑化に『TBS越谷ゴルフ倶楽部』を売却するが、その大洋緑化が2004年（平成16年）に倒産したため、PGMホールディングスが2005年（平成17年）に倶楽部の経営権を譲り受け、現在は同グループ傘下のゴルフ場として紆余曲折ありながらも現存しており、2013年（平成25年）からはゴルフ以外にもランニング、ドライビングレンジやバーベーキューなどが楽しめるアウトドア・スポーツパークに模様替えすると共に、名称も現行の『KOSHIGAYA GOLF CLUB』と改めた。

## コースの特徴
江戸川河川敷を利用した田園風情あふれる18ホールのコースで、設計家の富澤誠造によりバンカーや池が効果的に設置され、微妙なアンジュレーションが戦略性を高めている。
かつては上流の方に吉川コース（18ホール）、下流の方に三郷コース（18ホール）と36ホールを構えていたのだが、2008年に国土交通省による江戸川河川敷堤防強化施策などで吉川コースが閉鎖されるなどされたため、PGMホールディングスでは改めてコースの整備工事などを行い、2013年に現行の運営スタイルとなった。

## 交通アクセス
- 東日本旅客鉄道吉川駅下車
  - 吉川駅南口より送迎バスを運行[5]。